# Florian Panzer
Florian Panzer, nemški igralec, * 20. julij 1976 Bielefeld, Nemčija
Panzer je nemški igralec, aktiven od leta 1999.

## Življenje in kariera
Panzer je študiral na univerzi filma in televizije Potsdam-Babelsberg. Leta 2000 je igral v filmu Truffaldino v komediji Sluga dveh mojstrov Carla Goldonija v berlinskem gledališču Unterm Dach. Za vlogo Hagena v filmu Bela tišina leta 2005 režiserja Philippa Haukeja je na mednarodnem filmskem festivalu v Miskolcu leta 2005 prejel nagrado za najboljšega moškega igralca. Panzner je igral pomočnika istoimenskega inšpektorja Laurentija v kriminalni seriji Commissario Laurenti ter prevzel glavno vlogo Luce Permanna v znanstvenofantastičnem televizijskem filmu TRUST.Wohltat. Panzner je igral in nastopal tudi v priljubljeni Netflixovi znanstvenofantastični seriji Dark.  

## Filmografija

### Filmi
| Leto | Film                                         | Vloga             | Opombe |
| ---- | -------------------------------------------- | ----------------- | ------ |
| 2000 | Legenda o Riti                               | Grenzer           |        |
| 2001 | Konspirati                                   | Luther Farher     |        |
| 2001 | Predor                                       | Heiner            |        |
| 2002 | Tattoo                                       | Poscher           |        |
| 2003 | Wolfsburg                                    | Vodja policije    |        |
| 2003 | Luther                                       | Študent 2         |        |
| 2004 | Pot                                          | Benni             |        |
| 2004 | Kleinruppin za vedno                         | Heiko Koslowski   |        |
| 2004 | Netaji Subhas Chandra Bose: Pozabljeni junak | Alexander Werth   |        |
| 2005 | Jaz sem kriv                                 | Stefan Steen      |        |
| 2007 | Sinking of the Lusitania: Terror at Sea      | Walther Schwieger |        |
| 2008 | Moj prijatelj iz Faro                        | Knut Wandel       |        |
| 2008 | Valkyrie                                     | Leutnant Hagen    |        |